# Jano
Jano is een gemeente (gemeentecode 1512) in het departement Olancho in Honduras.
Het dorp ligt in de uitlopers van de Cordillera de Agalta, aan de rivier Jimine.

## Bevolking
De bevolking is als volgt verdeeld:
| Vrouwen | 2398 | 48,5% |
| Mannen  | 2545 | 51,5% |

## Dorpen
De gemeente bestaat uit acht dorpen (aldea), waarvan het grootste qua inwoneraantal: Jano (code 151201).